# Xenosaga
Xenosaga (ゼノサーガ シリーズ?, Zenosāga Shirīzu) è una serie di videogiochi di ruolo fantascientifici-fantasy in 3D in stile giapponese per PlayStation 2 e altre piattaforme, pubblicati a partire dal 2002 da Namco.
Il principale ideatore della saga è Tetsuya Takahashi, già autore di Xenogears nel 1998; anche se con titoli e editori diversi, Xenosaga riprende tematiche e stile delle ambientazioni di Xenogears, tanto che non ufficialmente vengono anche considerati un'unica saga soprannominata Xeno.

## Serie
La serie è composta di tre capitoli in ordine temporale:
- Xenosaga ep.I ~ Der Wille Zur Macht ~ (tradotto dal tedesco: La volontà di potenza), uscito a febbraio 2002 in Giappone e febbraio 2003 negli Stati Uniti;
- Xenosaga ep.II ~ Jenseits von Gut und Böse ~ (tradotto dal tedesco: Al di là del bene e del male), uscito a giugno 2004 in Giappone e febbraio 2005 negli Stati Uniti;
- Xenosaga ep.III ~ Also Sprach Zarathustra ~ (tradotto dal tedesco: Così parlò Zarathustra), uscito a luglio 2006 in Giappone e agosto 2006 negli Stati Uniti.

In Italia è uscito il 2 novembre 2005 Xenosaga ep. II Jenseits von Gut un Böse, pubblicato da Namco e Sony. Non è presente la lingua italiana (il testo scritto è tradotto in inglese, francese e tedesco). La conversione è PAL 50 Hz ottimizzata. Contiene un DVD video bonus, con la raccolta di tutti o quasi i filmati di Xenosaga ep. I Der Wille zur Macht per capire meglio la storia.
Xenosaga ep. I non è mai stato pubblicato in territori dell'area PAL.
Xenosaga ep. III è stato annunciato dal magazine Famitsū e confermato al Tokyo Game Show 2005. Data di uscita giapponese: luglio 2006.
Al TGS è stato inoltre annunciato:
- Xenosaga I&II per Nintendo DS, uscito in Giappone a marzo 2006 ed è un remake per DS di Xenosaga ep. I ed ep. II, in 2D. Questa versione narra le vicende di ep. II da un punto di vista differente rispetto a quello della versione per Playstation 2 che si incentrava principalmente sulla questione tra Jr. e Albedo. La storia di Xenosaga I&II è invece incentrata più sulla vicenda di Shion. Non è stata confermata alcuna commercializzazione fuori dal Giappone.

In Giappone è inoltre uscito un altro episodio della saga:
- Xenosaga Pied Piper per telefoni cellulari Vodafone. Racconta il passato da poliziotto di Ziggy (Jan in questo gioco) e svela uno dei Testament della serie principale: Voyager. Non è prevista una edizione USA o Europea di tale gioco. Suddiviso in capitoli, il gioco uscì a "puntate".

In TV è inoltre apparsa la serie animata (anime) di ep.I denominata:
- Xenosaga The Animation, TV Asahi, 5 gennaio 2005

Per ora trasmessa solo in Giappone.
Xenoblade Chronicles, uscito per Wii nel 2010 e poi anche per 3DS, si può considerare un'altra continuazione non ufficiale della saga, sebbene abbia una inedita componente open world.

## Produzione
Sviluppato da Monolith Soft e pubblicato da Namco, è il successore spirituale di Xenogears di Squaresoft (in realtà narra gli eventi di un universo parallelo, con molte citazioni su Gears). Il creatore della serie, Tetsuya Takahashi, abbandonò Square nel 1999 assieme a sua moglie Soraya Saga (Kaori Tanaka) e Hirohide Sogiura.
In accordo con Namco, creò Monolith Soft. Gli episodi di Xenosaga riportano come sottotitoli i titoli di opere del filosofo tedesco Friedrich Wilhelm Nietzsche, alle quali molti concetti del gioco sono ispirati.
Dopo Ep.I, tuttavia, si accese un dibattito interno a Monolith Soft: oggetto della disputa fu il futuro della serie. Il risultato fu: declassamento del ruolo di Takahashi a script-writer/supervisore, il licenziamento di Soraya Saga e il cambio di stile sia del gioco che del character design. Le vendite di ep.II, tuttavia, non furono brillanti in Giappone (ep.II vendette la metà di quando vendette ep.I) mentre in America ep.II superò di poco le vendite di ep.I (le vendite europee sono sconosciute, ma fonti dicono che furono comunque buone). Con ep.III, quindi, Koh Arai (direttore al posto di Takahashi già da ep.II) decise di dare più spazio al creatore originario della serie, concedendogli più spazio nella creazione dello script e facendogli supervisionare alcune musiche.
Per ep.III, nonostante le recensioni più che positive, le vendite furono peggiori di quelle di ep.II: In Giappone ha venduto solo 10.000 copie in più (totale 180.000) mentre in USA-Canada solo 73.000 (rispetto alle 500.000 di ep.I).

## Xenosaga Episode I ~ Der Wille zur Macht ~
Il titolo giapponese del gioco è "ゼノサーガ エピソードⅠ 力への意志." "Der Wille zur Macht", ovvero "La volontà di potenza", riferito al concetto di Nietzsche per cui l'uomo stesso è la sorgente di tutti i valori e delle virtù.
Uscì in Giappone nel 2002; rispetto a Xenogears ha mondo e personaggi completamente nuovi e una deriva più fantascientifica.

## Xenosaga Episode II ~ Jenseits von Gut und Böse ~
Il titolo giapponese del gioco è "ゼノサーガ エピソードⅡ 善悪の彼岸", "Jenseits von Gut und Böse", ovvero "Al di là del bene e del Male", ancora una volta ispirato al titolo dell'omonimo libro di Nietzsche.
Il secondo capitolo ufficiale della serie è uscito nei negozi giapponesi a giugno nel 2004 e presenta sostanziali differenze dal predecessore.
Quasi tutti i personaggi hanno ricevuto un nuovo design, meno anime nello stile e più realistico (stando a un'intervista con gli sviluppatori, il nuovo look serve a rendere più "americano" ed "europeo" l'aspetto del gioco).
La storia continua focalizzandosi sulle vicende dell'androide KOS-MOS.

## Xenosaga Episode III ~ Also Sprach Zarathustra ~
"Also Sprach Zarathustra", "Così parlò Zarathustra", è il terzo e conclusivo capitolo della serie. Il titolo deriva dal libro omonimo di Nietzsche che introduce l'Übermensch (il superuomo) e popolarizzò la frase Dio è morto.
Ancora più filosofico dei predecessori, si ricollega anche alla vicenda umana di Gesù.
A settembre 2005 è stato annunciato che questo episodio segnerà la fine prematura della serie, originariamente progettata di sei episodi.

## Xenosaga I-IIper Nintendo DS
Prima del lancio giapponese della console portatile Nintendo DS Namco aveva annunciato due nuovi videogiochi di ruolo da parte di Monolith Soft. Tra questi, anche Xenosaga DS.
Sulla rivista Famitsū prima e al Tokyo Game Show 2005 poi, è stato svelato il reale titolo del gioco: Xenosaga I-II.
Si tratta sostanzialmente di un remake in 2D dei primi due episodi della serie per la console portatile, con visuale isometrica, design dei personaggi ripreso da Xenosaga I, filmati in computer grafica, bonus e un collegamento con la versione PlayStation 2 di Xenosaga ep. III attraverso un sistema di password.

## Xenosaga Pied Piper
Pubblicato come videogioco per telefoni cellulari, questo spin-off della serie narra le vicende di circa 100 anni prima dell'inizio dell'ep. I ed esplora la vita di Zyggy, a quel tempo il poliziotto Jan Sauer che lavorava presso la Galaxy Federation's special-ops police force, ovvero le forze speciali della polizia della Federazione Galattica.
La storia, lunga tre capitoli, riguarda Jan e la sua squadra mentre inseguono un serial-killer conosciuto solo agli hacker con il nome di 'Voyager', che uccide le sue vittime solo attraverso la U.M.N.
Pied Piper fornisce una visione sul background di alcuni personaggi importanti, ma che ancora non sono stati apporofonditi nella serie principale, come Ziggy, chaos, Wilhelm, Voyager ed il Dr. Dimitri Yuriev.
Pubblicato attraverso il servizio Vodafone live Japan, il gioco è confinato alla lingua giapponese. Esiste una traduzione amatoriale in italiano.

## Xenosaga the Animation
Una serie anime basata su Xenosaga, intitolata Xenosaga: the ANIMATION, è stata trasmessa da TV Asahi in Giappone dal 5 gennaio 2005. L'anime segue la storia di Xenosaga da vicino, pur con scene rimosse, altre aggiunte o modificate. Alcuni punti oscuri di Xenosaga ep. I vengono approfonditi nella serie TV.
Ad esempio, nel gioco Albedo viene presentato come un individuo che soffre di comportamenti psicotici. Nell'anime, invece, si vede come Albedo soffra in realtà di una crisi di 'abbandono' oltre ad altre scene in cui la sua personalità viene definita come qualcosa in più di un semplice cattivo con problemi mentali.

## Xenosaga: il manga
Nel 2004, per mano di Atsushi Baba, è stato pubblicato da Zero Sum Comics. Nel 2006 Baba ha finito ep.I, e ha cominciato i lavosi su ep. II.

## Xenosaga: A missing year
Si tratta di una serie di video, per ora solo in giapponese, che narrano cos'è successo a Shion nel periodo intercorrente tra ep. II ed ep. III.
Shion in questo periodo entra in contatto con Doctus (realian, femmina), già membro di una organizzazione chiamata Scientia, a cui si uniranno Shion e il suo gruppo in seguito.
Viene inoltre presentato un ulteriore personaggio: Grimoire Verum. Si tratta di un ricercatore di Lost Gerusalem, che pare essere anche colui che rapì Nephilim edin grado di controllare gli Gnosis.

## Progetti non confermati
Nel 2004 Namco ha registrato una serie di trademark (marchi) riguardanti la serie Xenosaga, di cui però non si è più saputo nulla.
- Xenosaga Exceed
- Xenosaga Frontier

Non si sa nulla su questi giochi. Né il genere, né la piattaforma, né la data d'uscita che erano previste.

## Accoglienza
La rivista Play Generation classificò gli Uzuki come la quinta famiglia più celebre dei videogiochi usciti su PlayStation 2.